# 个性化
个性化，是一类文学艺术作品中创作具体生动的人物性格的手法，也是典型化的重要方面。
典型人物的共性必须通过具体鲜明的个性才能体现出来，因此作家、艺术家需要在特定的时代社会环境中，观察、描写人物所特有的生活态度、爱好、习惯、教养、行为、品质等方面的个性特征，并与阶级与阶层的共同特征统一起来。有效地反映社会生活本质。